# Lavička Josefa Švejka (Přemyšl)
Lavička Josefa Švejka (polsky Ławeczka Józefa Szwejka) se nachází na hlavním náměstí (Rynku) v Přemyšlu, v polské Haliči, v Podkarpatském vojvodství. Dne 2. července 2008 proběhlo slavnostní odhalení bronzového pomníku sedícího Švejka na bedně s municí, s fajfkou a půllitrem piva (od sochaře Jacka Michała Szpaka, odlita v dílně profesora Karla Badyny v Krakově). Na bedně se nachází text: „Socha byla vytvořena zásluhou Přemyšlského svazu přátel dobrého vojáka Švejka AD 2008".

## Švejk a Přemyšl
Čtvrtý a poslední díl románu Jaroslava Haška „Osudy dobrého vojáka Švejka za světové války“ s podtitulem „Po slavném výprasku“ je téměř zcela věnován událostem, které hrdina prožil v Přemyšlu a jeho okolí, po dobytí Pevnosti Přemyšl, v červenci 1915.
Inspirována postavou Josefa Švejka a skutečností jeho pobytu v Pevnosti Přemyšl a především jeho životní filozofií, skupina několika desítek lidí se v roce 199] rozhodla založit sdružení, které umožní tyto jeho myšlenky uplatnit v praxi. Tzv. "Hnutí Švejkovské" se od té doby rozšířilo a vzniklo několik asociací tohoto typu v Polsku i jinde v Evropě - jeho hlavním městem je právě Přemyšl.
6. května 2006 byla během Podkarpatského turistického veletrhu odhalena deska se jménem nové ulice v Přemyšlu - Ulička vojáka Švejka.
Josef Švejk se stal turistickým produktem. Byly vytvořeny i turistické trasy s názvem Po stopách Švejka (pěší v Přemyšlu, cyklistická ze Slovenska do Polska).
Přemyšlská společnost přátel dobrého vojáka Švejka pořádá různé populární, společensko-zábavní akce v Pevnosti Přemyšl, kromě jiného každý rok v červenci, tzv. Velké manévry Švejkovské.